# VELUX
VELUX Es una compañía de fabricación danesa que especializa en claraboyas y tragaluces. La compañía se encuentra en Hørsholm, Dinamarca.

## Historia
La primera claraboya VELUX se instaló en una escuela danesa hace más de 80 años por el fundador de la compañía, Villum Kann Rasmussen. La compañía ha ido creciendo firmemente desde entonces, introduciéndose en el mercado alemán en 1952, en una sociedad con Ernst Günter Albers y, más tarde, con sus hijos, Lars Kann-Rasmussen y Peter Albers.

## Organización

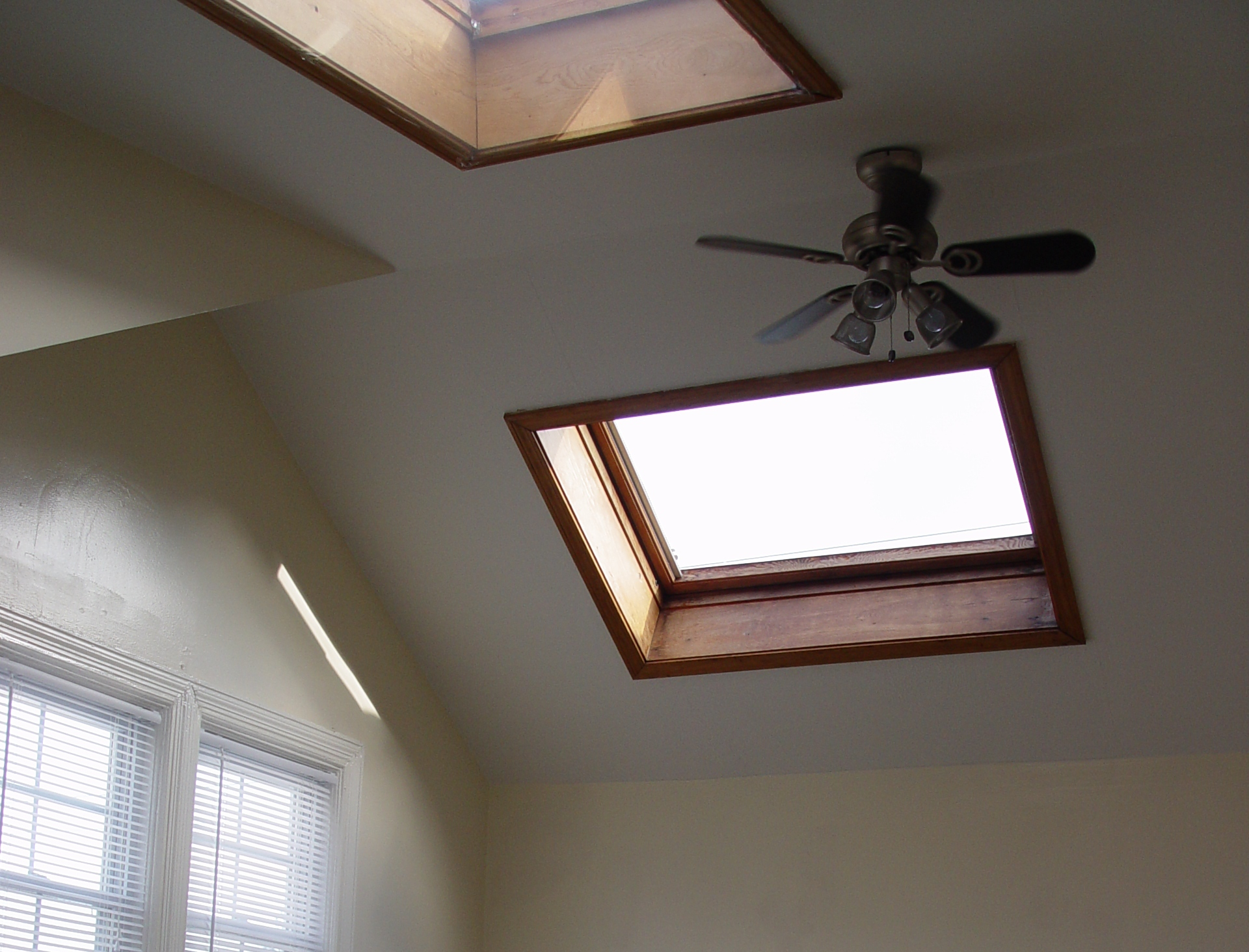
Un par de tragaluces VELUX.

VELUX fabrica sus productos en 12 países, los cuales se venden en más de 37 países.
El grupo VELUX tiene alrededor de 11,900 empleados y es propiedad de VKR Holding A/S, una compañía limitada propiedad de la Fundación Villum y miembros de la familia Kann Rasmussen. 

## Productos
Además, VELUX ofrece muchos tipos de decoración y aparatos para que entre el sol, cortinas metálicas, productos de instalación, productos de control remoto y placas solares térmicas para instalación en techos. Las ventanas pueden ser instaladas en azotea y techo.

## Patrocinios
La compañía actualmente patrocina la VELUX 5 Oceans Race y la Liga de Campeones de la EHF.